# Заморин
Заморин (англ. Samoothiri, Малаялам: സാമൂതിരി, русский термин образован от англизированного варианта англ. Zamorin) — титул, который носили правители в Кожикоде, государстве на юге Индии, в настоящее время это территория штата Керала. Заморины правили с XII по XVIII век, и были главной силой в регионе в средние века. Со времён династии Чера заморины были единственной силой, способной объединить все разрозненные княжества Керала. В 1766 году княжество Майсур во главе с Хайдар Али разбилo заморина и окончательно завоевалo его территории.
Португальский купец и мореход Васко да Гама посетил заморина в Кожикоде 18 мая 1498 года.
Современный потомок заморинов, лишённый привилегий, но сохранивший формальный титул — Кунхикуттан Раджа Трукунна Ковилакам (англ. Kunhikuttan Raja of Thriukunna Kovilakam).

## Войны
Заморины были самыми влиятельными правителями в государстве Чера и неоднократно пытались расширить свои владения за счёт соседних земель. Войны с соседними провинциями в государстве Чера как правило были очень успешными.
Можно упомянуть следующие войны, которые вели правители Кожикоде в XIV—XV веках:
- Войны 1340—1350 годов. Заморин захватил соседние княжества Недунганад (Nedunganad), Параппанад (Parappanad) и Веттахунад (Vettathunad).

- Войны Тирунавия (Thirunavaya) (1353—1363) — несколько битв с княжествами Перумпадаппу (Perumpadappu) и Валлуванад (Walluvanad). В результате этих войн, заморину стала подчиняться вся южная часть Малабарского берега. Экспансия заморинов продолжилась в 1363—1405 годах: Кожикоде поглотило окружающие княжества Дармот Паникёр (Dharmoth Panicker), Пулаппата Наир (Pulappatta Nair) и Кавалаппара Наир (Kavalappara Nair). Зависимыми территориями стали Малаппурам, Ниламбур (Nilambur), Валлаппанаттукара (Vallappanattukara) и Манжери (Manjeri). В этих доминионах правил наследный принц Кожикоде — будущий заморин.

- Войны Ваянагара (Vijayanagara) (1424—1446) — довольно успешные для заморина войны с империей Ваянагара.

## ЭкспедицияВаско да Гама

Первое путешествие в Индию Васко да Гама (1497—1499)

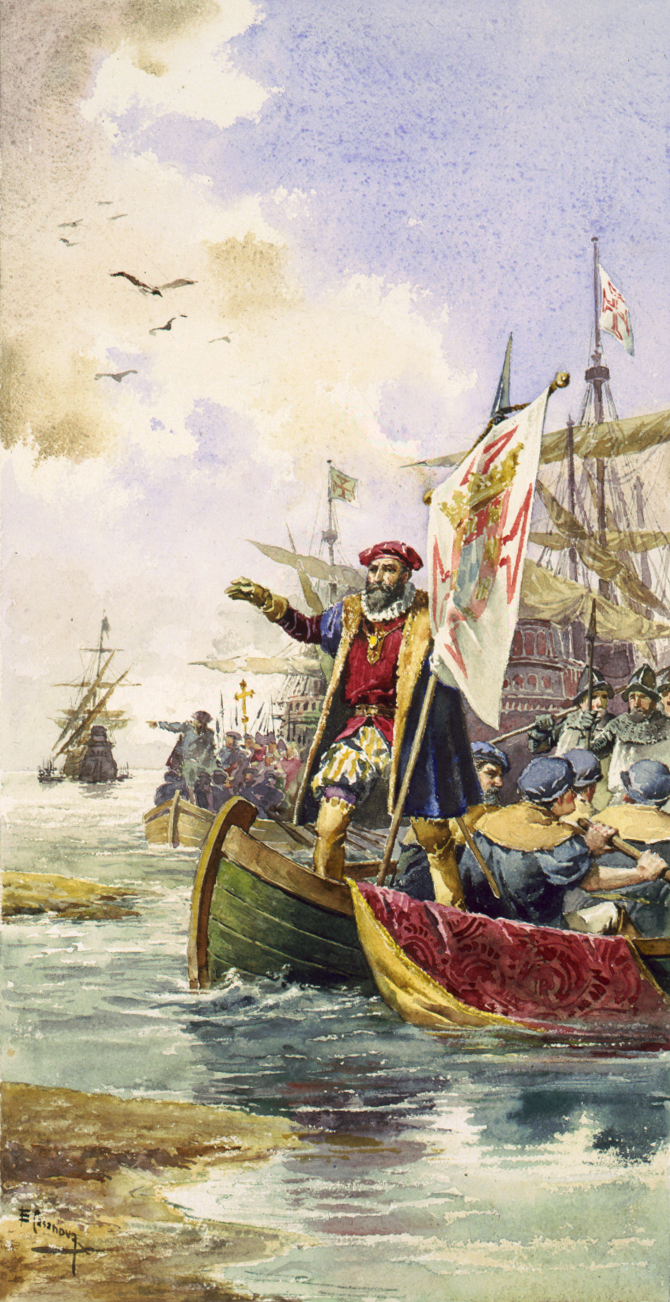
Васко да Гама причаливает в Кожикоде 20 Мая 1498 года

С начала XV века португальцы предпринимали планомерные попытки достичь Индии, продвигаясь все дальше на юг вдоль побережья Африки, огибая её, приближаясь все ближе и ближе к Малабарскому берегу Индии. Их цель была достигнута Васко да Гама, приплывшим в Кожикоде 20 Мая 1498 года во главе экспедиции из четырёх кораблей. Заморин, находившийся в это время в городе Понани (Ponnani), услышав о большой экспедиции европейцев, вернулся в Кожикоде. Васко да Гама был встречен с почётом — военным парадом 3000 солдат, и удостоен личной аудиенции с заморином. Однако подарки, которые Васко да Гама передал заморину как дар короля Мануэля, не произвели впечатления на заморина. Мусульманские торговцы, бывшие при дворе заморина, тут же нашептали, что подарки недостойны европейского правителя, и Васко да Гама больше похож на пирата или авантюриста, чем на королевского посла.
Товары, которые Васко да Гама привез для реализации на рынках Индии, продавались плохо. С местной администрацией возникли споры по поводу пошлин, которые должны были платить португальцы. Разочарованный, Васко да Гама отплыл из Кожикоде, силой прихватив с собой около двух десятков рыбаков.
Тем не менее, экспедиция Васко да Гама была необыкновенно успешной — выручка от продажи привезённых из Индии товаров в 6 раз превысила затраты на экспедицию.

## ЭкспедицияПедру Алвариш Кабралa
Сразу после прибытия в Португалию экспедиции Васко да Гама, король Мануэл начал собирать новую экспедицию, на этот раз во главе с Педру Алвариш Кабралом. Эта экспедиция должна была быть гораздо более представительной, чем экспедиция Васко да Гама: 13 кораблей, 1500 человек. На этот раз подарки заморину предусматривались очень серьёзные, корабли были нагружены товарами на продажу, Педру Алвариш Кабрал получил представительские письма от короля Мануэла. Его задача заключалась в создании торговой фактории в Кожикоде. 13 Сентября 1500 года экспедиция достигла Кожикоде. За время, прошедшее с времён экспедиции Васко да Гама, заморин умер, и Педру Алвариш Кабрала встречал новый заморин — Манивикраман Раджа (Manivikraman Raja). Подарки и письмо короля Мануэла произвели впечатление на сей раз, и Педру Алвариш Кабрал получает разрешение (выгравированном на серебряном блюде) открыть торговую факторию в Кожикоде.
В октябре 1500 года заморин обращается с просьбой к Педру Алвариш Кабралу: арабские купцы следовали через прибрежные воды из Цейлона, везя на корабле боевых слонов для султана Хамбхата (Khambhat), Гуджарат. Заморин посчитал это контрабандой, и попросил перехватить корабль арабов. Педру Алвариш Кабрал послал одну каравеллу на перехват, и корабль арабов был захвачен и передан вместе с грузом в подарок заморину.

## Резня в Кожикоде
К декабрю 1500 года было закуплено товаров в количестве, достаточном лишь для загрузки двух кораблей. Педру Алвариш Кабрал подозревал, что гильдия арабских купцов препятствует агентам португальцев закупать товары. Доказательств этому не было (и нет сейчас), но это звучало вполне правдоподобно, так как в начале XV века арабские купцы тоже следовали этой тактике, стремясь помешать китайским купцам. Педру Алвариш Кабрал пожаловался заморину, но тот отказался вмешиваться в этот спор. 17 декабря Педру Алвариш Кабрал решил действовать без разрешения заморина и захватил корабль арабов из Джидды, который грузился специями в порту Кожикоде. Арабские купцы немедленно организовали атаку разъяренной толпы на португальскую торговую факторию. От 53 до 70 человек были убиты, около 20 человек спаслось и вплавь добралось до португальских кораблей. Спасшиеся утверждали, что видели среди погромщиков личных охранников заморина.
Прождав полный день — как отреагирует заморин, Педру Алвариш Кабрал решился на ответные действия. Он захватил около десяти арабских кораблей в районе Кожикоде, убил на них всех моряков, конфисковал товары, а сами корабли сжёг. Затем, обвинив заморина в потакании погрому на фактории, приказал кораблям целый день обстреливать незащищенный с моря город Кожикоде вместе с пригородами. Число погибших жителей оценивается в 600 человек.
24 декабря 1500 года Педру Алвариш Кабрал покинул разорённый Кожикоде, и отплыл на юг в Кочин, который находился в состоянии перманентной войны с Кожикоде. После этого пути заморина и португальцев, требовавших монополии в торговле специями разошлись, и португальцы сделали центром торговли город Кочин, где их тепло приняли.